# Ossówka (województwo kujawsko-pomorskie)
Ossówka – wieś w Polsce położona w województwie kujawsko-pomorskim, w powiecie aleksandrowskim, w gminie Koneck.

## Podział administracyjny
W latach 1975–1998 miejscowość położona była w województwie włocławskim. Wieś sołecka – zobacz jednostki pomocnicze gminy Koneck w BIP.

## Demografia
W roku 1885 miała 53 mieszkańców. W roku 2009 było ich 85. Według Narodowego Spisu Powszechnego (III 2011 r.) liczyła 79 mieszkańców. Jest jedną z 3 najmniejszych miejscowości gminy Koneck (ludność żadnej z nich nie przekracza 80 osób).

## Historia
W wieku XIX obecna wieś Osówka opisana była jako folwark w ówczesnym powiecie nieszawskim, gminie i parafii Straszewo. W roku 1885 miała 53 mieszkańców, 240 mórg (około 134,4 ha) ziemi dworskiej i 9 mórg (około 5 ha) włościańskich.